# Leonor da Áustria, Rainha de Portugal e de França
Leonor da Áustria ou Leonor de Espanha (em castelhano: Leonor de Austria; Lovaina, 15 de novembro de 1498 — Talavera la Real, 25 de fevereiro de 1558), foi a esposa do rei Manuel I, e Rainha Consorte de Portugal e Algarves de 1518 até 1521 e também esposa do rei Francisco I, e Rainha Consorte da França de 1530 até 1547 e ainda sucessivamente arquiduquesa da Áustria, infanta de Espanha.

## Família
Filha primogénita de Filipe, O Belo e de Joana, a Louca, era irmã dos imperadores Carlos V e Fernando I do Sacro Império Romano-Germânico, de Isabel de Habsburgo, esposa do rei Cristiano II da Dinamarca, de Maria da Hungria, esposa do rei Luís II da Hungria e I da Boémia, e de Catarina de Áustria, rainha de Portugal, como esposa de D. João III.

## Rainha de Portugal
Leonor fora prometida desde cedo ao príncipe herdeiro de Portugal, o futuro D. João III. Porém, o rei  D. Manuel I, que enviuvara pela segunda vez, decidiu casar com ela de forma a tentar uma segunda vez tornar-se rei de toda a Península Ibérica. Na primeira tentativa chegou a ser jurado herdeiro da coroa de Castela através do seu casamento com Isabel de Aragão, mas a morte prematura desta inviabilizou o seu projecto. D. João III nunca irá perdoar o pai por tal desfaçatez.

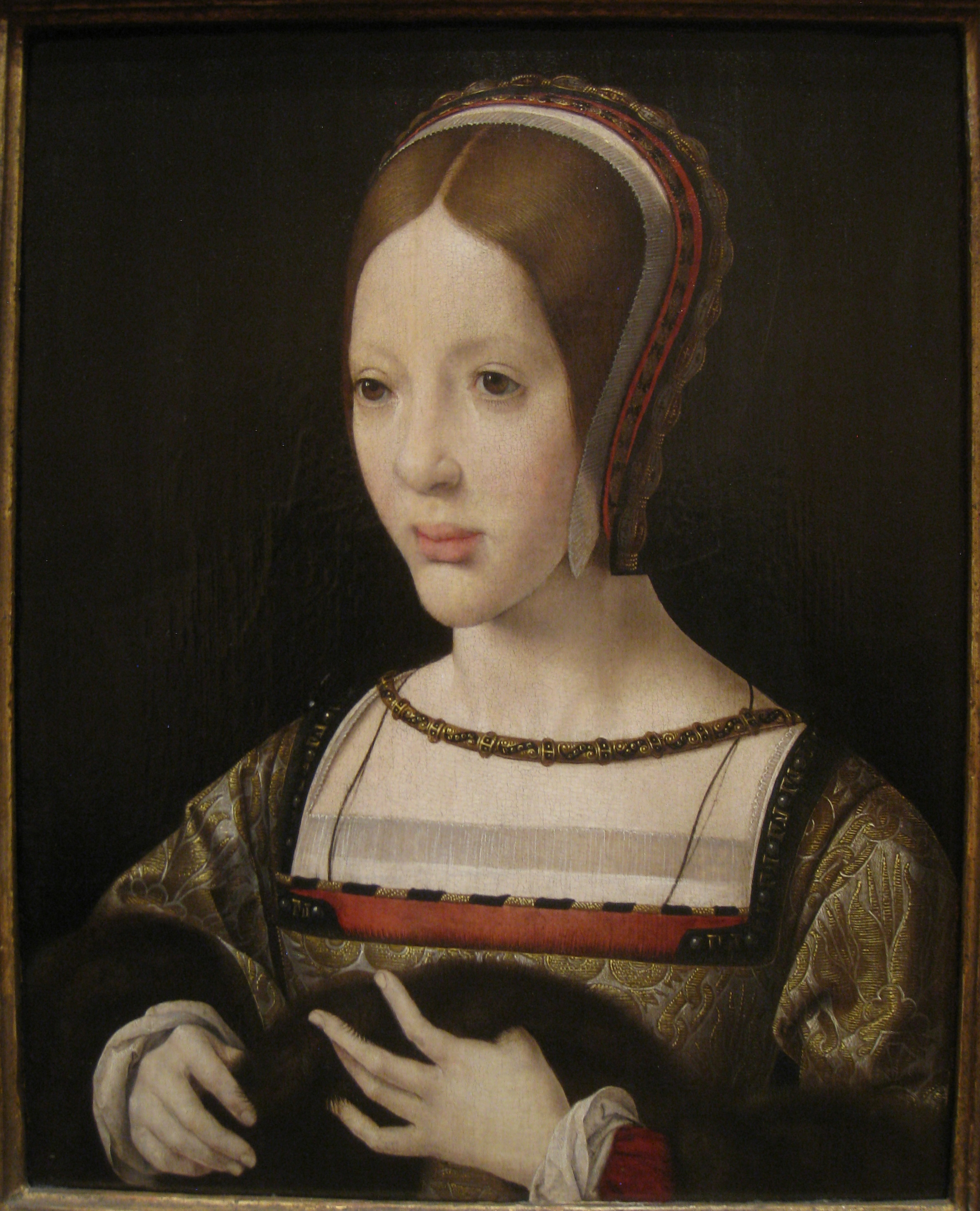
Leonor em 1516 em retrato de Jan Gossaert.

Em 1518, Leonor, então com vinte anos, tornou-se a terceira mulher do rei D. Manuel I; contudo, em 1521 enviuvou, ficando com dois filhos do enlace. O casamento entre eles foi tratado quando Carlos I de Espanha que fora aclamado imperador do Sacro Império Romano-Germânico (como Carlos V), veio da Flandres a Saragoça, onde reuniu a corte.
D. Manuel I, a pretexto de felicitar o novo imperador, mandou a Saragoça como embaixador seu camareiro, guarda-roupa e armador-mor Álvaro da Costa, para tratar do casamento em segredo. Álvaro da Costa desempenhou-se da missão, a proposta foi bem aceite, as negociações concluídas. Para tratar com o embaixador Álvaro da Costa, foram procuradores: o cardeal Florent, Bispo de Tortosa, futuro papa Adriano VI;  Guilherme de Croy, Duque de Sora; e João le Sauvage, senhor de Strambeque. Fez-se um enorme tratado para o casamento, com as obrigações ajustadas. O casamento causou espanto porque o rei de Portugal mostrara-se inconsolável pela morte da segunda esposa, dizendo que abdicava a coroa a favor do seu filho, o futuro D. João III, e se recolhia ao convento de Penha Longa. Foi grande a mágoa do príncipe, que entretanto se apaixonara pela prometida, agora feita madrasta.
Os desposórios realizaram-se em Saragoça em 16 de julho de 1518. Concluídos os contratos, a rainha D. Leonor partiu de Saragoça e entrou em Portugal por Castelo de Vide com fidalgos e particulares, tal como Damião de Góis minuciosamente refere na Crónica de D. Manuel (capítulo 34, parte IV). O rei esperava-a no Crato, e em 24 de novembro ali se celebraram festas. Como em Lisboa havia peste, os esposos e toda a corte foram para Almeirim, onde se demoraram até ao verão seguinte. Dirigiram-se então para Évora e só voltaram a Lisboa quando extinta a epidemia. Em 21 de janeiro de 1521 a rainha entrou na cidade com pompa e aparato, trazendo já o infante D. Carlos (nascido em Évora a 18 de fevereiro de 1520) que morreria muito cedo. No Paço da Ribeira de Lisboa teve o segundo filho, a infanta D. Maria, em 8 de junho de 1521.
Leonor enviuvou em 13 de dezembro de 1521. Recolheu-se ao convento de Odivelas, mas D. João III não consentiu que se afastasse tanto do paço. Foi então para Xabregas, e começou a levar uma vida de religiosa professa. Ouvia missa diariamente, frequentava os ofícios divinos, vivia com austeridade e mandava acudir às misérias do povo, nomeadamente durante a terrível seca de 1521. D. João III ia visitá-la frequentemente. O seu amor pela madrasta parecia intacto e a viúva parecia mesmo ter certa simpatia por ele. Perante as contínuas visitas, o embaixador de Castela em Lisboa, Cristóvão Barroso, insinuou que já não se tratava de mera cortesia, o que causou preocupação em Castela, onde constava que o povo de Lisboa murmurava e teria mesmo feito representação ao rei e a D. Leonor  pedindo que se casassem. Carlos V, que pensava em dispor da mão da irmã de outra forma, opôs-se energicamente, e mandou pedir a D. João III o seu beneplácito para que ela voltasse para Castela. Houve hesitações da parte de Portugal. Insistindo o imperador, porque pensava casar a irmã com o rei de França Francisco I, D. João III deu o consentimento, e D. Leonor saiu de Portugal em maio de 1530 com os infantes D. Luís e D. Fernando, o Duque de Bragança D. Jaime e outros fidalgos. Ficou em Lisboa sua filha, a infanta D. Maria, que só reveria a mãe no ano em que esta morreu.

## Rainha de França
Leonor quase foi casada pelo irmão imperador com Carlos III Duque de Bourbon e condestável de França, mas depois da vitória de Pavia, Carlos V decidiu que casaria com próprio rei Francisco I de Valois, viúvo de Cláudia de França, filha de Luís XII. Foi determinado por cláusula do Tratado de Madrid e de Cambrai. O contrato de Cambrai, ou Paz das Damas, estipulava o casamento de D. Leonor com Francisco I, que foi celebrado a 4 de julho de 1530 na abadia de Capsieux em Baiona. O casamento foi contratado em decorrência do ajuste de pazes entre Francisco I e Carlos V, quando o rei francês estava preso em Espanha após a batalha de Pavia. A infanta viveu a partir de então numa corte voluptuosa, esforçando-se por esquecer na oração e nas obras pias as infidelidades do marido. Sua coroação realizou-se solenemente na Basílica de Saint-Denis em 5 de março de 1531. Acabada a coroação, foram para Paris os cônjuges. Era um casamento unicamente político, para tentar sanar a inimizade tradicional entre Valois e Habsburgos.
Consta ter vivido desgostosa e quase em isolamento; Francisco I entregava-se às suas amantes, Leonor encerrava-se nos seus aposentos, dedicada às suas orações e à leitura da Bíblia. Finalmente, enviuvou em março de 1547 e sem posteridade alguma, pode retirar-se para Flandres, onde estava seu irmão.

## Em Espanha
Em 1556, Leonor se recolheu a Talavera la Real, perto de Badajoz. Dez anos mais tarde, em agosto de 1557, quando Carlos V abdicou e se recolheu ao convento de S. Justo, Leonor acompanhou à Espanha sua irmã a Rainha da Hungria, D. Maria. Desde 1557, havia falecido seu antigo noivo, D. João III, ficando a regência entregue à sua viúva D. Catarina da Áustria, também irmã de Leonor. Desejosa de ver a filha Maria, que abandonara em Lisboa, dizendo mesmo que não queria morrer sem a ver, solicitou a graça, e disposta à jornada, veio a Badajoz em 1558, demorou-se ali 20 dias com a infanta D. Maria.
Se pretendia reconciliação ou amor, nada conseguiu pois a infanta D. Maria foi muito fria com a mãe. Leonor adoeceu gravemente, e quinze dias depois da sua retirada, faleceu. O cadáver foi depositado em Mérida, a seis léguas de Taraveruella, e em 4 de fevereiro de 1571 trasladado para o mosteiro do Escorial.
A infanta D. Maria herdou da mãe muitos bens em Castela, França e Portugal e fundou o convento de Nossa Senhora da Luz.
Por mandado de D. Leonor, o mestre Fernando Iarava, seu capelão, havia traduzido e composto em castelhano as Lições de Job, com os Psalmos que se cantam nas Horas dos Finados; e juntamente com as Lamentações de Jeremias os sete Psalmos penitenciais, e os quinze do Canticumgrado, livros de muita raridade, impressos em 1550 e 1556, em Antuérpia por Martim Nucio.
D. Leonor havia escolhido por empresa uma ave fénix ateando com as próprias asas o fogo para mais se abrasar, e por letra as palavras latinas: Unica semper avis.